# Cotesia ishizawai
Cotesia ishizawai är en stekelart som först beskrevs av Watanabe 1939.  Cotesia ishizawai ingår i släktet Cotesia och familjen bracksteklar. Inga underarter finns listade i Catalogue of Life.